# Oricon Albums Chart
A Oricon Albums Chart é uma parada musical referente aos álbuns e extended plays mais vendidos no Japão, é publicada de forma diária, semanal, mensal e anual pela Oricon. Ela foi estabelecida em 5 de outubro de 1987. As posições da tabela são baseadas nas vendas de álbuns em formato físico, pois a Oricon não incluiu na mesma, as vendas por descarga digital, estabelecendo em vez disso a tabela Digital Albums Chart em 19 de novembro de 2016.